# 須賀駅 (東京都)
須賀駅（すかえき）は、かつて東京都北区豊島五丁目にあった日本国有鉄道（国鉄）東北本線貨物支線（通称：須賀線）の貨物駅（廃駅）である。須賀線の終着駅であった。

## 歴史
須賀線は大日本人造肥料（現・日産化学工業）の専用鉄道として1926年（大正15年）に開通していたが、当駅は設置されていなかった。専用鉄道沿線に陸軍造兵廠豊島貯弾場が設置されたことにより、専用鉄道が1927年（昭和2年）に買収・国有化され、鉄道省（後・日本国有鉄道）東北本線貨物支線（須賀線）の貨物駅として正式に開業する。太平洋戦争後も工場の進出により貨物輸送量は増加するが、1969年（昭和44年）以降、公害問題により周辺の各工場が移転・撤退することになり、貨物輸送がなくなった須賀線は廃止になり、当駅も廃止となった。

### 年表
- 1926年（大正15年）9月22日 大日本人造肥料専用鉄道が開通。
- 1927年（昭和2年）12月20日 専用鉄道国有化、王子駅 - 当駅間開業に伴い開業[2][3]。
- 1971年（昭和46年）
  - 1月19日 王子駅 - 当駅間最終列車運転。
  - 3月1日 王子駅 - 当駅間廃止に伴い廃止[3][4]。

## 駅構造
地上駅であり、各工場内へ伸びる引き込み線があった。

## 駅周辺
当駅は日産化学工業の工場敷地内にあったが、日産化学工業の工場が千葉県へ移転した後、跡地は豊島五丁目団地となっている。
- 東京都道307号王子金町江戸川線
- 豊島五丁目公園
- 豊島橋
- 隅田川
- 北区立としま若葉小学校

## 廃止後の現状
当駅および路盤があった一帯は豊島五丁目団地となっており、痕跡を見つけることはできない。

## その他
1954年（昭和29年）頃、北区役所が須賀線への国電乗り入れ構想を練っていたとしている。当駅以外に中間駅を2駅設置する予定もあったが、実現には至らなかった。

## 隣の駅
日本国有鉄道
東北本線貨物支線（須賀線）
王子駅 - （貨）須賀駅